# Мацкевич, Станислав (премьер-министр)
Станислав Мацкевич, Цат (пол. Stanisław Mackiewicz; 18 декабря 1896, Санкт-Петербург — 18 февраля 1966, Варшава) — польский писатель и публицист, премьер-министр Правительства Республики Польша в изгнании (1954—1955). Брат Юзефа. В 1964 году подписал письмо 34-х интеллектуалов премьер-министру Юзефу Циранкевичу, в котором содержался призыв к изменению польской культурной политики в соответствии с правами, закреплёнными в Конституции.

## Биография
Родился в дворянской семье. В 1917 году вступил в Польская военную организацию. Добровольцем участвовал в Советско-польской войне. В Вильно редактировал консервативную газету «Слово» (пол. Słowo). Депутат Сейма Польши в 1928—1935 годах от Беспартийного блока сотрудничества с правительством. В 1939 году бежал на Запад. В 1956 году вернулся в Польшу.

## Произведения
- Достоевский (Dostojewski, 1957)